# Östergötlands runinskrifter 47
Runinskrift Ög 47 är en runsten som jämte Ög 46 och Ög 48, står på Ströbo äng i Herrstaberg. Samtliga stenar är placerade utmed Vilhelmsbergsbäcken och Koppargatan i norra Norrköping, Kvillinge socken och Norrköpings kommun, Bråbo härad i Östergötland. 

## Brostenar
De tre runstenarna upptäcktes på 1800-talet och låg då omkullfallna vid gamla landsvägsbron, Stenbro, femtio meter sydost om sina nuvarande placeringar vid Koppargatan, en del av gamla landsvägen, där de har stått sedan 1946. På Ög 47 finns, liksom på Ög 46 en runinskrift, medan Ög 48 endast uppvisar ett kors och det har föreslagits att denna kan vara ett komplement till den korslösa Ög 47. 
Stenen Ög 47 är cirka 1,5 meter hög och består av rödaktig granit. Dess ornamentala stil med rakt avslutade skriftband och utan dekorationer kallas RAK och kan dateras till 980-1015. Den från runor translittererade inskriften följer nedan: 

## Inskriften
Runsvenska: þurfi(r)iþa : risti : stin : þinsi : aftiR : isikl : faþur : sin : auk : asbun : buru : sin

Nusvenska, Brates tolkning: "Torvida reste denna sten efter Äskil, sin fader, och Asbjörn, sin broder"

Nusvenska, Salbergers tolkning: "Torfrida reste denna sten efter Äskil, sin fader, och Asbjörn, sin broder".

## Tolkning
Det namn som inleder inskriften ser vid en första anblick ut som þurfiuiþa. Enligt den äldre tolkningen av Erik Brate är rungruppen ui en rättning av rungruppen fi, så att namnet kan vara avsett att läsas som þuruiþa, Þorviða. Enligt den yngre tolkningen är den andra u-runan i namnet en felristad eller dåligt utformad r-runa, så att avsedd form för namnet är þurfiriþa, som sannolikt ska tolkas Þorfriða, "Torfrida". Ordet buru är sannolikt en förkortning för buruþur, "broder".